# Jerzy Jarek

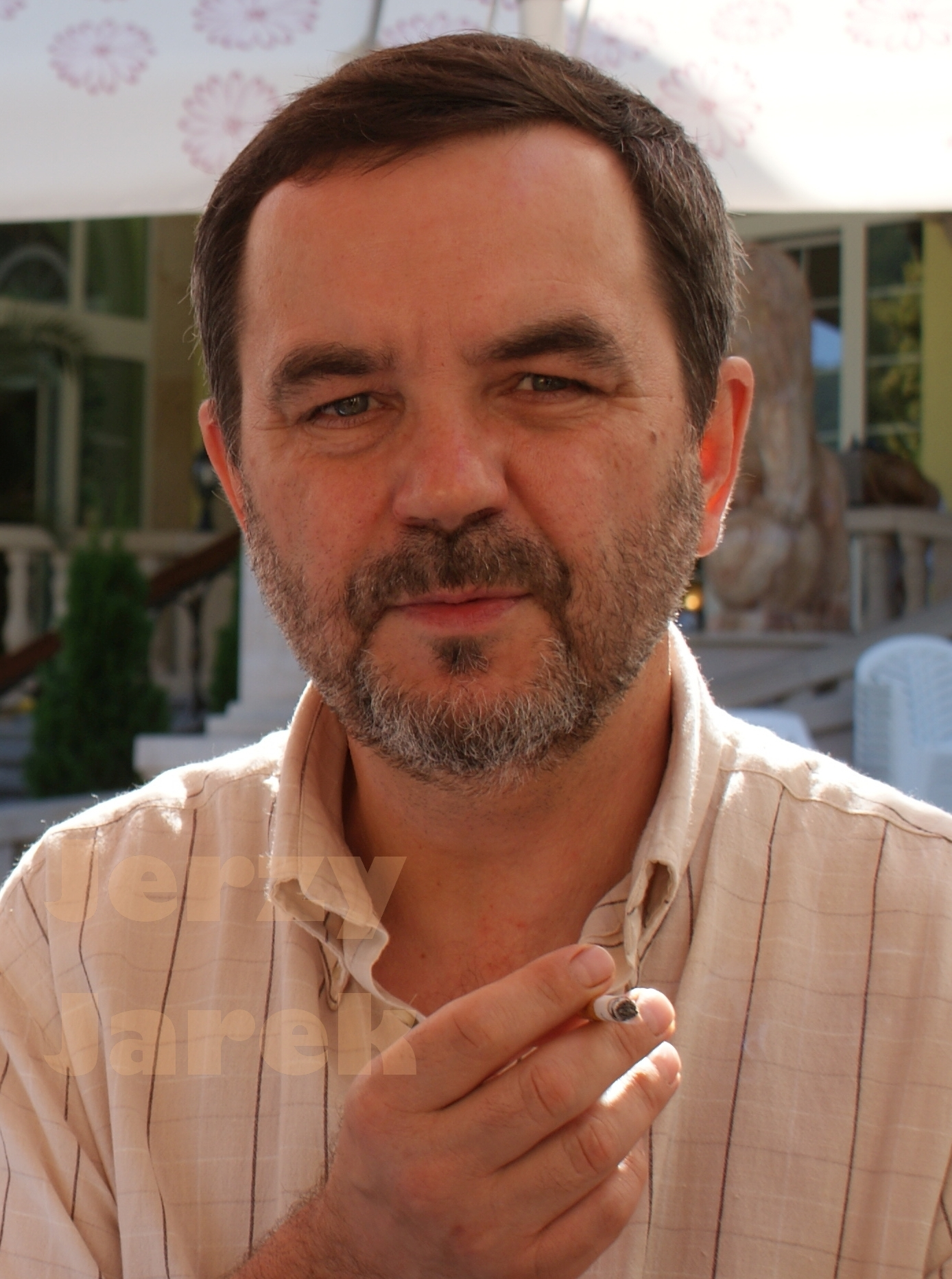
Jerzy Stanisław Jarek

Jerzy Stanisław Jarek (ur. 3 lutego 1956 we Wrocławiu) – polski pedagog; instruktor, scenarzysta, reżyser i teoretyk teatru dziecięcego; autor tekstów z zakresu literatury, historii Śląska i numizmatyki oraz wierszy i tekstów piosenek, a także audycji radiowych i telewizyjnych.

## Życiorys
Ukończył studia w Instytucie Filologii Polskiej na Wydziale Filologicznym Uniwersytetu Wrocławskiego. Pierwsze teksty opublikował w 1981 r. w Niezależnym Miesięczniku Studentów NZS UWr. „Refleks” i we wkładce poetyckiej „Refleksu” pt. „Parnas”. Był współzałożycielem, redaktorem i redaktorem technicznym obu tych studenckich czasopism.
Po podjęciu pracy w Szkole Podstawowej nr 65 we Wrocławiu, założył tam w Ognisku Pracy Pozaszkolnej zespół teatralny „Kabaret Barak”, dla którego tworzył scenariusze i teksty piosenek. „Kabaret Barak” zaczął wkrótce odnosić ogólnopolskie sukcesy artystyczne.
W roku 1988 Jerzy Jarek nawiązał współpracę z Telewizją Wrocław i Programem I Telewizji Polskiej, następnie z pierwszą w krajach byłego Bloku Wschodniego niepaństwową Prywatną Telewizją „Echo”. Od roku 1991 był stałym współpracownikiem Radia Wrocław. Podjął też zaoczne studia na Wydziale Operatorskim i Realizacji Telewizyjnej w Państwowej Wyższej Szkole Filmowej, Teatralnej i Telewizyjnej w Łodzi.
W roku 1993 złożył, wraz z Anną Gładysiewicz, prywatną firmą artystyczną: Centrum Sztuki Dziecka „Zgraja”, potem był szefem Wrocławskiego Centrum Sztuki Dziecka, następnie – reżyserem młodzieżowego teatru amatorskiego „Od Czopątku” w Wołowskim Ośrodku Kultury.
Jest autorem kilkudziesięciu tekstów piosenek, głównie do kompozycji Wiesława Michalskiego, a także Dariusza Samerdaka, Mieczysława Jureckiego, Jana Walczyńskiego i innych kompozytorów.
Od roku 2016 publikuje w internecie swoje teksty historyczne, numizmatyczne, historycznoliterackie, i teatralne.

## Nagrody indywidualne
1989 – Nagroda Ministra. Członka Rady Ministrów. Przewodniczącego Komitetu Do Spraw Młodzieży i Kultury Fizycznej A. Kwaśniewskiego: Nagroda Artystyczna Młodych im. S. Wyspiańskiego II stopnia – za osiągnięcia w dziedzinie edukacji teatralnej w środowisku młodzieży szkolnej.
1991 – Nagroda Ministra Edukacji Narodowej, stopnia II, za wybitne osiągnięcia w pracy dydaktycznej i wychowawczej.

## Udział w festiwalach i nagrody zespołowe
- Harcerski Festiwal Kultury Młodzieży Szkolnej w Kielcach (1988[44], 1989); nagroda główna: „Złota Jodła”[45][46].
- Ogólnopolskie Forum Teatrów Młodzieży Szkolnej w Poznaniu (1989, 1990)[47][48]; tytuł: „Primus inter pares” i wyróżnienie dla instruktora, nagroda Solidarności Huty Miedzi Legnica (przegląd rejonowy); tytuł laureata.
- Ogólnopolski Festiwal Teatrów Amatorskich w Łodzi (1989)[49]; nagroda indywidualna dla instruktora (etap wojewódzki)[50], tytuł laureata.
- Młodzieżowy Festiwal Piosenki w Sopocie (1989)[51]; główna nagroda: „Złote wiosło”[52] i nagroda redakcji „Głosu Wybrzeża”.
- Ogólnopolski Konkurs Piosenki Dziecięcej „Nowa Piosenka w Starym Krakowie” (1989, 1990)[53]; nagroda: „Brązowy ząb Smoka Wawelskiego” i wyróżnienie specjalne.
- Dziecięcy Festiwal Piosenki i Tańca w Koninie (1990, 1991[54], 1993[55], 1996[56]); tytuł laureata, „Brązowy Aplauz”[57], nagroda jury dziecięcego,
- Przegląd Kabaretów Amatorskich PaKA w Krakowie (1990); prezentacja pozakonkursowa[58].

## Publikacje książkowe
- „Warsztaty edukacji teatralnej – teatr dziecięcy”[59][60][61][62][63][64][65][66], ISBN 83-88962-95-7[67].
- „Wymowa polska. Warsztat teatralny dla dzieci”. Część pierwsza: „Wymowa głosek – zabawy i ćwiczenia”, ISBN 83-915116-7-7[68].
- „Wymowa polska. Warsztat teatralny dla dzieci”. Część druga. „Elementy wypowiedzi – zabawy i ćwiczenia”[69], ISBN 83-915116-9-3.
- „Wymowa polska. Warsztat teatralny dla dzieci”. Część trzecia. „Praca z tekstem – inscenizacja wiersza”[70], ISBN 978-83-89340-00-9.
- „Praca ze scenariuszem. Widowiska na uroczystości szkolne”[71], ISBN 83-89340-01-1.
- „Teatr szkolny”. Część pierwsza. „Głoski, sylaby, wyrazy”, ISBN 83-88962-50-7[72].
- „Teatr szkolny”. Część druga. „Akcent, intonacja, intencja”, ISBN 83-88962-76-0[73].
- „Teatr szkolny”. Część trzecia. „Inscenizacja wiersza”, ISBN 83-7407-002-1[74].
- „Teatr szkolny”. Część czwarta. „Scenariusze uroczystości”, ISBN 83-7407-007-2[75].
- „Teatr szkolny”. Część piąta. „Scenopisy”, ISBN 83-7407-012-9[76].
- „Sam(a) wymyślam zabawę na podwórku”, ISBN 83-7407-148-6[77].
- „Historia grosza i złotego. Od denara do euro”, ISBN 978-83-61039-05-1[78].

## Ważniejsze realizacje sceniczne
- „Wideo-wagary” [autor tekstów, scenariusz, reżyseria];  Wojewódzki Przegląd Teatrów Szkolnych. Młodzieżowy Dom Kultury we Wrocławiu; prapremiera: kwiecień 1987.
- „Wideo-wagary” [autor tekstów, scenariusz, reżyseria];  VI Ogólnopolskie Forum Teatrów Dzieci i Młodzieży Szkolnej Poznań 1989. Pałac Kultury w Poznaniu; premiera: 6.02.1989[79].
- „O smoku” [autor tekstów, scenariusz, reżyseria];  XVI Harcerski Festiwal Kultury Młodzieży Szkolnej. Teatr im. S. Żeromskiego w Kielcach; premiera: 15.07.1989.
- „Bursa szkolna numer sześć” [autor tekstów, scenariusz, reżyseria]; Eliminacje do Przeglądu Kabaretów Amatorskich PaKA. Dom Kultury w Sycowie; premiera: 7.03.1990.
- „Spojrzenie na świat” [autor tekstów, asystent reżysera (prof. Aleksandra Bardiniego)]; Scena Prezentacji Artystycznych Centrum Sztuki Impart we Wrocławiu; premiera: 30-31.05.1990[80].
- S. Prokofiew „Piotruś i wilk”, [scenariusz i reżyseria] baśń muzyczna wykonywana z Orkiestrą Państwowej Filharmonii we Wrocławiu pod dyr. Marka Pijarowskiego; Państwowa Filharmonia we Wrocławiu; premiera: 5.06.1991 (8 koncertów)[81][82].
- „Wideo-wagary, czyli widowisko taneczno-muzyczne w wykonaniu dzieci” [scenariusz, reżyseria]; Opera Wrocławska; premiera: 15.05.1994[83].
- „Wideo wagary. Dzieci dzieciom z okazji Dnia Dziecka” [scenariusz, reżyseria]; Opera Wrocławska; premiera: 1.06.1994[84].
- „Tu mnie nie znajdą” wg E. Jatulewicz [[[Współautorstwo|współautor]] tekstów, scenariusz]; Międzynarodowy Festiwal Teatralny „Korczak dzisiaj”. Teatr Lalka w Warszawie; premiera: 25.09.1994[85].
- „Rude OK.” – koncert dziecięcych zespołów tańca i piosenki [scenariusz, reżyseria]; Centrum Sztuki Impart we Wrocławiu; premiera: 17.06.1995[86].
- Austria'95. Dni Austrii we Wrocławiu. Występ dziecięcych zespołów artystycznych z Centrum Sztuki Dziecka „Zgraja” Anny Gładysiewicz i Jerzego Jarka [scenariusz, reżyseria]; Honorowy Konsulat Republiki Austrii we Wrocławiu; premiera: 18.06.1995[87].
- „Wagary” – widowisko muzyczno-taneczne [scenariusz, reżyseria]; XXX Międzynarodowy Festiwal Wratislavia Cantans. Centrum Sztuki Dziecka „Zgraja”; premiera: 10.09.1995[88].
- „Tu mnie nie znajdą” wg E. Jatulewicz [współautor tekstów, scenariusz, reżyseria]; Wołowski Ośrodek Kultury[89]; premiera: 15.02.2007.
- „Sublokator Feliks” wg A. Onichimowskiej [scenariusz, reżyseria]; Wołowski Ośrodek Kultury[28]; premiera: 28.06.2007.
- „Bajka o smoku” wg H. Bardijewskiego [scenariusz, reżyseria]; Wołowski Ośrodek Kultury[28]; premiera: 15.06.2008.
- A. Fredro, „Zemsta” [reżyseria]; Wołowski Ośrodek Kultury[28]; premiera: 23.04.2009.
- „Bardzo niebezpieczne zajączki” [autor tekstu], Teatr KIKS, Ogólnopolskie Puławskie Spotkania Lalkarzy, Wojewódzki Ośrodek Kultury w Lublinie, Puławski Ośrodek Kultury „Dom Chemika”; premiera: 29.05.2009[90][91].
- „Smutna Królewna” wg M. Walczaka [scenariusz, reżyseria]; Wołowski Ośrodek Kultury; prapremiera: 28.04.2011[92].

## Publikacje radiowe[19]

### Cykliczne audycje dla dzieci
- „Echo pozaszkolne” [autor tekstów]; Polskie Radio. Regionalna Rozgłośnia we Wrocławiu / Radio Wrocław (1991-1993).
- „Radiowe śmieci dla dzieci” [[[lektor]], współautor tekstów, montaż]; Polskie Radio. Regionalna Rozgłośnia we Wrocławiu / Radio Wrocław (1991-2000, z przerwami).
- „Bąbel”[93] [członek redakcji, lektor, autor (lub współautor) tekstów (lub opr. tekstu), adaptacja radiowa, montaż]; Polskie Radio. Regionalna Rozgłośnia we Wrocławiu / Radio Wrocław (1995-2000).

### Cykliczna audycja dla dorosłych
- „Poczet cesarzy rzymskich”[94] [lektor, autor tekstów, adaptacja radiowa, montaż] (1999-2000).

### Słuchowiska dla dzieci
- „Bajka piękna inaczej” [lektor, autor tekstu, adaptacja radiowa, montaż];
- „Bardzo skomplikowana bajeczka” [lektor, autor tekstu, adaptacja radiowa, montaż];
- „Kot spadł z nieba”[95], wg Anny Lewkowskiej [lektor, adaptacja radiowa, montaż];
- „Słoń Tomeczek”[96] [lektor, autor tekstu, adaptacja radiowa, montaż];
- „Smoczy zjazd”, wg Alfreda Mieczkowskiego [lektor, adaptacja radiowa, montaż];
- „Szewski poniedziałek”, wg Teresy Buchwald [lektor, adaptacja radiowa, montaż];
- „Wszyscy kochamy Barbie”[97], wg Jerzego Niemczuka [lektor, adaptacja radiowa, montaż].

### Słuchowiska dla dorosłych
- „Gall Anonim” [lektor, autor tekstu, adaptacja radiowa, montaż];
- „Gałczyński” [lektor, adaptacja radiowa, montaż];
- „Jestem baba”[98] [lektor, adaptacja radiowa];
- „Monety” [lektor, autor tekstu, adaptacja radiowa, montaż];
- „Trafieni strzałą Amora” [lektor, autor tekstu, adaptacja radiowa, montaż];
- „Wróg kusi nas Coca-Colą” [lektor, adaptacja radiowa].

## Publikacje telewizyjne

### Programy cykliczne
- „Bubel – czyli Odpały Młodej Pały”[16] [autor tekstów, scenariusz, reżyseria], Prywatna Telewizja „Echo” we Wrocławiu (1990-1991);
- „Kij i marchewka” [autor tekstów, scenariusz, reżyseria, realizacja TV, montaż], Prywatna Telewizja „Echo” we Wrocławiu (1991-1992).

### Autorskie widowiska telewizyjne
- „Wideo-wagary” [autor tekstów, scenariusz, reżyseria]; Ośrodek Telewizji Polskiej we Wrocławiu / Telewizja Wrocław (premiera w „Teleranku” 25.06.1989);
- „Bursa szkolna nr 6” [autor tekstów, scenariusz, reżyseria], Ośrodek Telewizji Polskiej we Wrocławiu / Telewizja Wrocław (1989);
- „Tu mnie nie znajdą” [współautor tekstów, scenariusz, reżyseria], Ośrodek Telewizji Polskiej we Wrocławiu / Telewizja Wrocław (1989).

## Piosenki wybrane

### Płyty i kasety
- „Wycieczka do zoo”[37], [w:] „Mechanik, czyli Mieczysław Jurecki. Agrest, czyli Greatest Hits”[35], płyta CD, TA Music, DADC Sony, USA (1994).
- „Mój maleńki brat”[39], [w:] „Piosenki dziecięce. Agnieszka Kowalczyk z udziałem braci”[99], płyta CD, Agencja Artystyczna MTJ (1998).
- „Cała doskonała”[100], [w:] Płyta CD-Audio „7 Konkurs Piosenki Wygraj Sukces” (z podkładami)[101], (2002).
- «Centrum Sztuki Dziecka „Zgraja”. „Wideo-wagary”. Widowisko taneczno-muzyczne»; kaseta CC; Centrum Sztuki Dziecka „Zgraja”, Wrocław, 1994[102].
- «Koncert w Operze. „Wideo-wagary”, czyli widowisko taneczno-muzyczne w wykonaniu dzieci. Centrum Sztuki Dziecka „Zgraja” »; kaseta VHS; Centrum Sztuki Dziecka „Zgraja”, Wrocław, 1994[103].
- „Rude O.K., «Zgraja»”; kaseta CC; Centrum Sztuki Dziecka „Zgraja”, Wrocław, 1995[104].
- „Matoł”[105], [w:] Płyta CD-Audio „10 Konkurs Piosenki Wygraj Sukces” (z podkładami) (2005)[106].
- „Taka inna piosenka”[107], [w:] Płyta CD-Audio „21 Konkurs Piosenki Wygraj Sukces” (2016)[108].

### Wydawnictwa ciągłe
- „Wideo-wagary”[109], „Klajza z majmy”[110], „Nasza pani”[111], „Bo taki ojciec jest wzorowy” [„W dobrej rodzinie”[112]], „Żeby minę mieć wesołą”[113], „Kiedy nudno jest ci w szkole”[114], [w:] „Wideo-wagary”, słowa Jerzy Jarek, muzyka Wiesław Michalski, Małe Formy Metodyczne. Zajęcia pozalekcyjne 2/88. „W poszukiwaniu własnego stylu teatru – 2”, pod red. Elżbiety Olinkiewicz, Wrocław 1988[115].
- „Pisz ściągawkę”[116], [w:] „«O ściąganiu», kabarecik podręczny”, słowa Jerzy Jarek, muzyka Wiesław Michalski, Małe Formy Metodyczne. Zajęcia pozalekcyjne 3/88. „W poszukiwaniu własnego stylu teatru – 3”, pod red. Elżbiety Olinkiewicz, Wrocław 1988[115].
- „Zły sen”[117], „Taka inna piosenka”[107], „Tyci horrorek”[118], „Deszczowe dzieci”[119], [w;] „Biuletyn nr 2”, Wojewódzka Rada Postępu Pedagogicznego, Wrocław 1989, s. 13-15[115].
- „Nasza pani”[111], „Żeby minę mieć wesołą”[113], „Pisz ściągawkę”[116], „Trzy słowa”[120], [w:] „Dziennik Dolnośląski” 1990, nr 18, nr 28, nr 39, nr 49[121].